# Chorthippus biroi
Chorthippus biroi är en insektsart som först beskrevs av Kuthy 1907.  Chorthippus biroi ingår i släktet Chorthippus och familjen gräshoppor. Inga underarter finns listade i Catalogue of Life.